# Kaap Hallett
Kaap Hallett is het meest noordelijke punt van het Hallett-schiereiland op Antarctica. Het is onderdeel van het aan de Rosszee gelegen Victorialand. Op Kaap Hallett bevindt zich een zeer grote kolonie adeliepinguïns. Kaap Hallett bevindt zich ongeveer 100 km ten zuiden van Kaap Adare. 
In 1956 werd hier tijdens Operation Deep Freeze het Amerikaanse schip Arneb door een ijsschots beschadigd. Tijdens het Internationaal Geofysisch Jaar 1957 was Kaap Hallett een van de gezamenlijke wetenschappelijke bases van de Verenigde Staten en Nieuw-Zeeland. Hallett Station werd daarop permanent bemand tot 1964, toen er een grote brand uitbrak. Tot 1973 bleef Kaap Hallett echter dienstdoen als zomerbasis.